# 賈聯堂
賈聯堂，直隸省宣化府蔚州人，清朝政治人物。進士出身。
光緒二年（1876年），參加丙子恩科會試，得貢士第141名。殿試登進士2甲第16名。同年五月（6月3日），改庶吉士。光緒三年四月癸丑（1877年6月9日），翰林院散馆，著以即用知縣。歷刑部員外郎。